# Tsuneko Gauntlett
Tsuneko Yamada Gauntlett, född 1873, död 1953, var en japansk feminist, nykterhetsaktivist och pacifist.
Hon var lärare vid Kyōai Girls' School i Maebashi. 
Hon var verksam inom Japans avdelning inom Women's Christian Temperance Union (WCTU), och ordförande för Japan Woman's Suffrage Association med Kubushiro Ochimi. Hon var ordförande för Tokyo Rengo Fujinkai 1937-1941. 
Hon var Japans delegat till Pan-Pacific Women's Conference 1928 och 1935, och ordförande för Pan-Pacific Women's Association 1935-1939.